# Browning, Illinois
Browning là một làng thuộc quận Schuyler, tiểu bang Illinois, Hoa Kỳ. Năm 2010, dân số của làng này là 137 người.

## Dân số
Dân số qua các năm:
- Năm 2000: 130 người.
- Năm 2010: 137 người.